# Бейшехир (город)

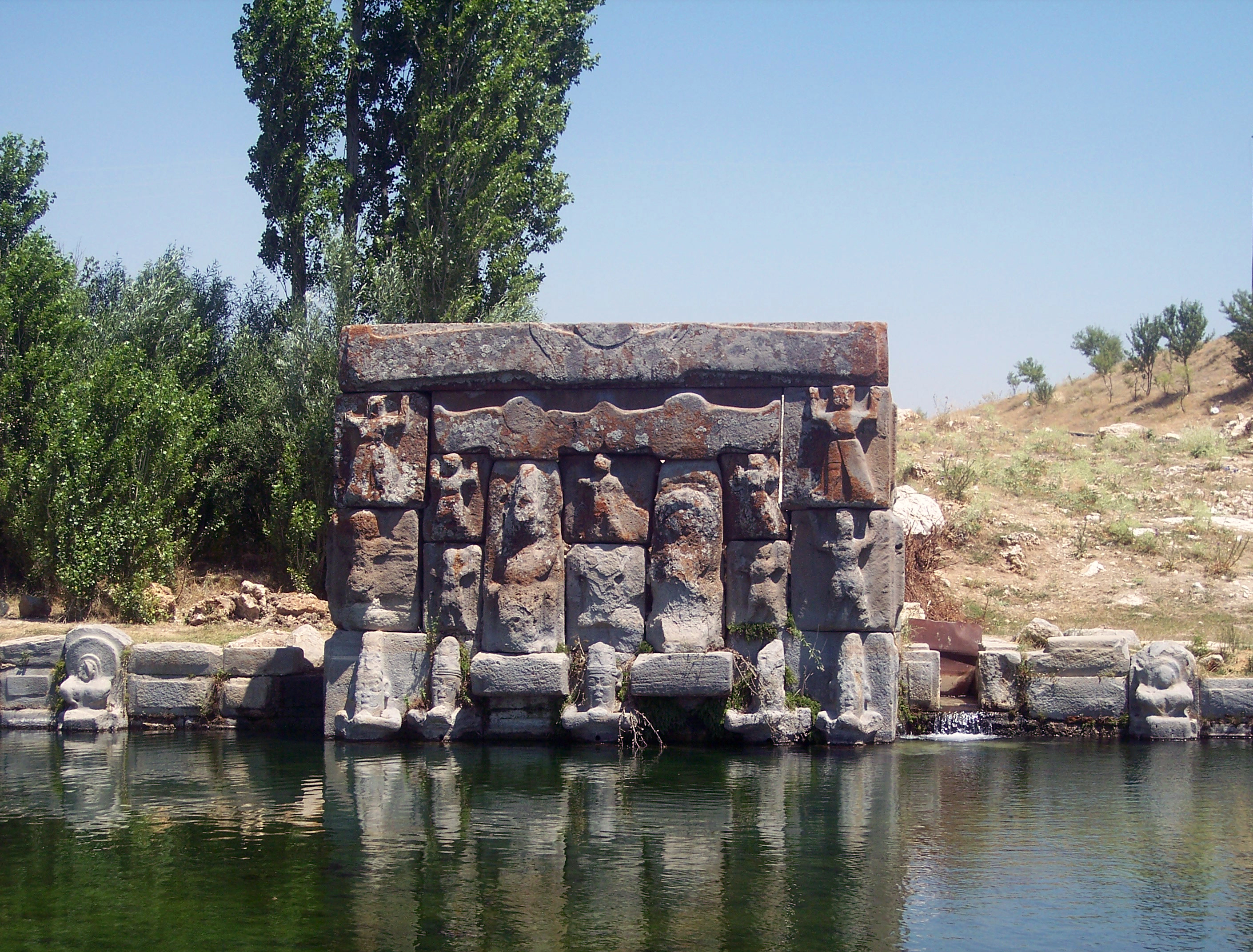
Хеттский памятник у источника Эфлатун-Пынар на территории национального парка.

Бейшехир (тур. Beyşehir) — крупный город и район ила Конья в Средиземноморском регионе Турции. Он расположен на юго-восточном берегу озера Бейшехир и ограничен на западе и юго-западе крутыми склонами и лесами Таврских гор, в то время как плодородная равнина, являющаяся продолжением приозёрной области, простирается в юго-восточном направлении. По данным переписи 2000 года население района составляет 118 144 человека, из которых 41 312 проживают в городе Бейшехир.

## История
Хеттский памятник, расположенный у источника Эфлатун-Пынар на небольшом расстоянии к северо-востоку от города Бейшехир, свидетельствует о том, что Хеттская империя простиралась на весь этот регион, который по современным данным служил его юго-западным границами. Найдены также свидетельства и более раннее поселения, возможно, относящегося к эпохе неолита и также находившегося в Эфлатун-Пынаре. Ещё одно важное раннее поселение находилось в Эрбаба-Хююке, расположенном в 10 км к юго-западу от Бейшехира, которое было исследовано канадскими археологами Жаком и Луизой Альп Бордаз в 1970-х годах, обнаружившими три неолитических строительных слоя.
Регион Бейшехир соответствует античной Писидии. На месте самого города, по всей вероятности, существовал древнегреческий город, который, по одной из версий, вероятно, назывался Караллия и был одним из двух городских центров, окружавших озеро в то время, а в римские времена был известен как Клавдиокесария и Мисфея в византийский период. Другая теория состоит в том, что место Бейшехира соответствует месту расположения Касы, резиденции христианского диоцеза римской провинции Памфилия, которая включала в себя большую часть Писидии. Имена некоторых его епископов приводятся в документах, касающихся церковных соборов, проходивших с 381 по 879 год.
О состоянии запустения, в котором пребывал древний город, как бы он ни назывался, в первых десятилетиях XIII века свидетельствует название «Вираншехир», данное городу турками-сельджуками, что означает «опустошённый город». Тем не менее сельджукские султаны Рума, обосновавшиеся в Конье, возвели свою летнюю резиденцию неподалеку, в поселении, расположенном на юго-западном берегу озера на расстоянии 80 км от города Бейшехир, и которая стала известна как дворец Кубадабад. Наиболее ценные находки этого места датируются правлением Кей-Кубада I (1220—1237), тем не менее оно служило сезонным местом поселения, выбранным султанами для себя ещё в конце XII века.
После падения сельджуков Вираншехир некоторое время носил название Сулейманшехир в честь одного из беев правящей в регионе династии Эшрефогуллары, которые превратили город в свою столицу. С тех пор как здесь поселились беи Эшрефогуллары, нынешнее название Бейшехир постепенно стало использоваться для города. Великая мечеть Бейшехира, построенная ими между 1296—1299 годами, также известная как мечеть Эшрефоглу, считается одним из шедевров переходного периода между архитектурными стилями анатолийских бейликов и османов.

## Известные уроженцы
Мекки Шариф Баштав